# Kandern
Kandern là một thị xã phía nam Đức, trong bang Baden-Württemberg. Thị xã này thuộc huyện (Kreis) Lörrach. Trong trận Schliengen, một trận đánh quaan đổi của cách mạng Pháp đã đánh nhau với quân đội Áo, chiến tuyến hai bên kết thúc ở Kandern. Khu vực này nằm gần ở tam góc 3 quốc gia Đức, Pháp và Thụy Sĩ.

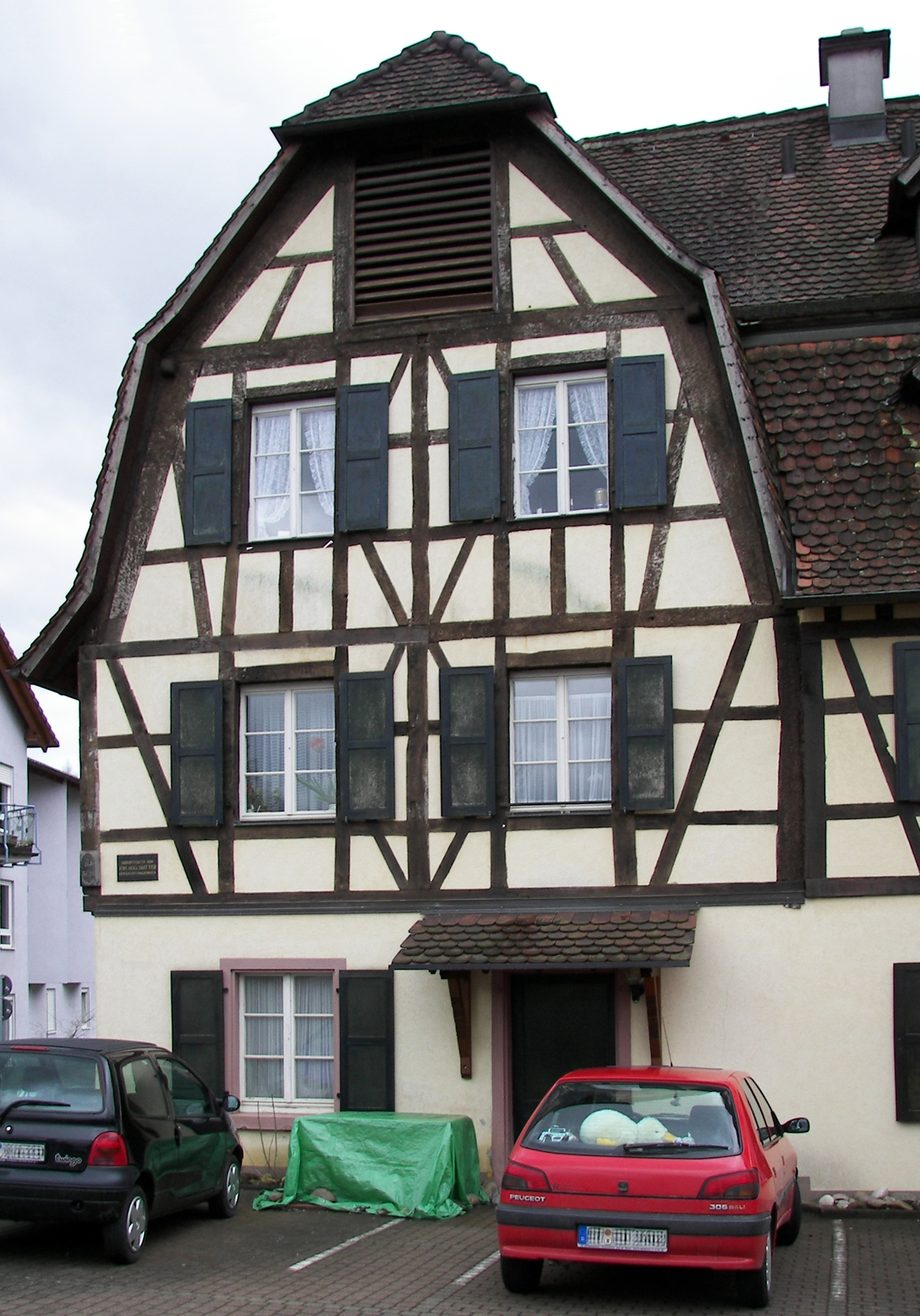
Nơi sinh của John Sutter ở Kandern

Kandern nằm ở tây nam Đức, tại chân của đồi rừng Đen. 

## Các khu vực giáp ranh
| Schliengen       | Müllheim                       | Malsburg-Marzell    |
| Bad Bellingen    |                                | Steinen - Endenburg |
| Efringen-Kirchen | Wittlingen, Rümmingen, Lörrach | Steinen             |

## Các khu vực dân cư
Đô thị Kandern gồm thị xã Kandern và các làng sau:
| - Feuerbach - Holzen - Riedlingen - Sitzenkirch - Tannenkirch - Uttnach - Ettingen - Gupf | - Wollbach - Egerten - Egisholz - Hammerstein - Nebenau |